# アハシュエロス王の前のエステル (ティントレット)
『アハシュエロス王の前のエステル』（伊: Ester prima di Assuero, 英: Esther Before Ahasuerus）は、ルネサンス期のイタリアのヴェネツィア派の巨匠ティントレットが1546年から1547年ごろに制作した絵画である。油彩。『旧約聖書』「エステル記」のヒロインであるエステルの物語を主題としており、ペルシア王アハシュエロスと結婚したエステルがユダヤの民を助けようとする場面を描いている。現在はロイヤル・コレクションの一部としてロンドンのケンジントン宮殿に所蔵されている。またエル・エスコリアル修道院に工房による複製が所蔵されているほか、異なるバージョンがロンドンのコートールド・ギャラリーと、マドリードのプラド美術館に所蔵されている。

## 主題
「エステル記」によると両親を失くしたエステルはモルデカイに養育されたのち、ユダヤの民の出身であることを隠してアハシュエロス王と結婚した。のちに宰相ハマンがユダヤ人を滅ぼそうとしたとき、エステルは君主に呼ばれていない者が王宮の中庭に入り、王の間に行くことは法律で死刑となることが決まっていたにもかかわらず王と面会し、ユダヤの出身であることを明かして、同朋を救済するようアハシュエロス王に懇願した。このときエステルは恐怖により気を失ったと伝えられている。

## 作品

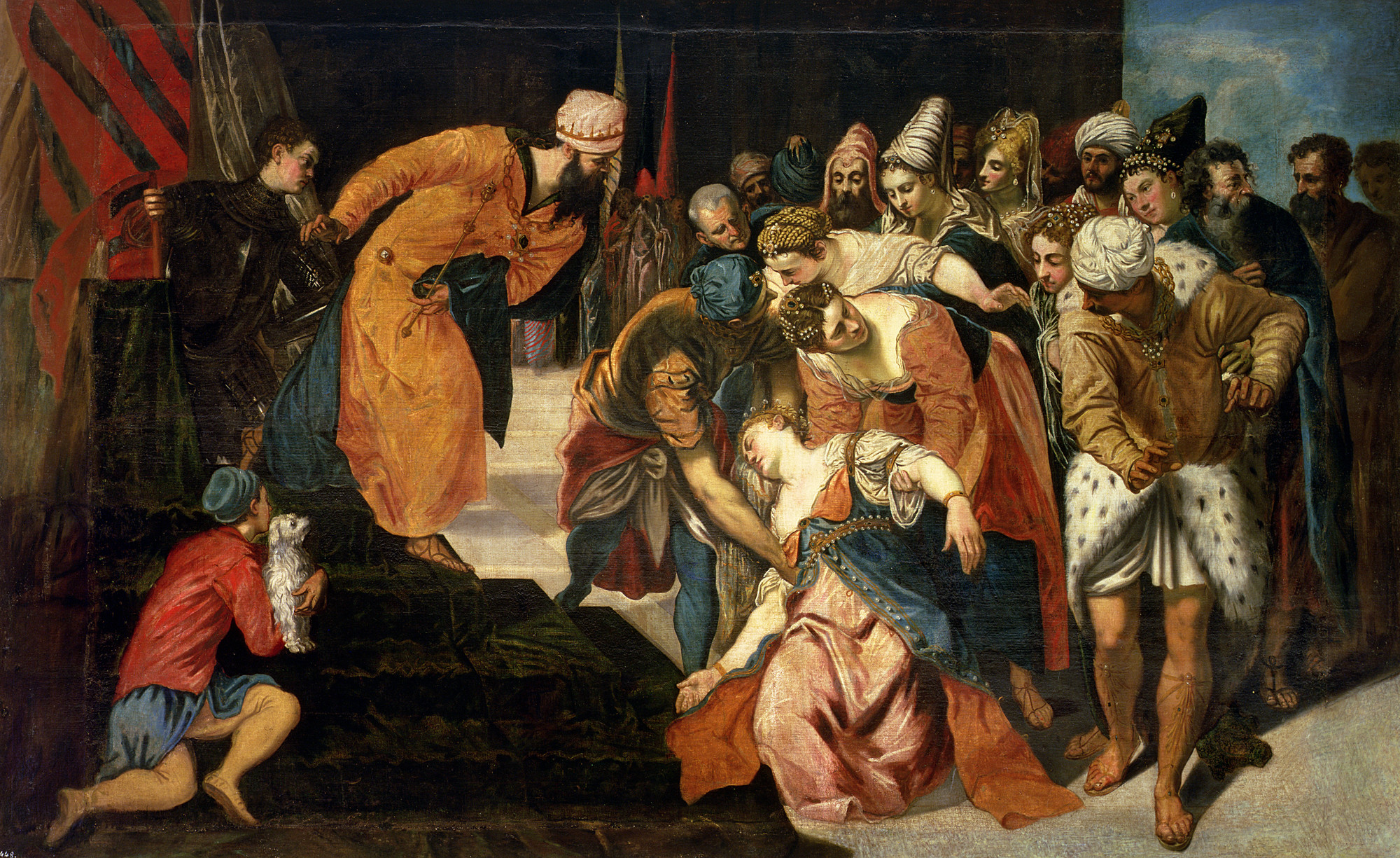
エル・エスコリアル修道院の工房によるバージョン。画面は拡張され、アハシュエロス王の背後の人物など構図の細部に修正が加えられている。

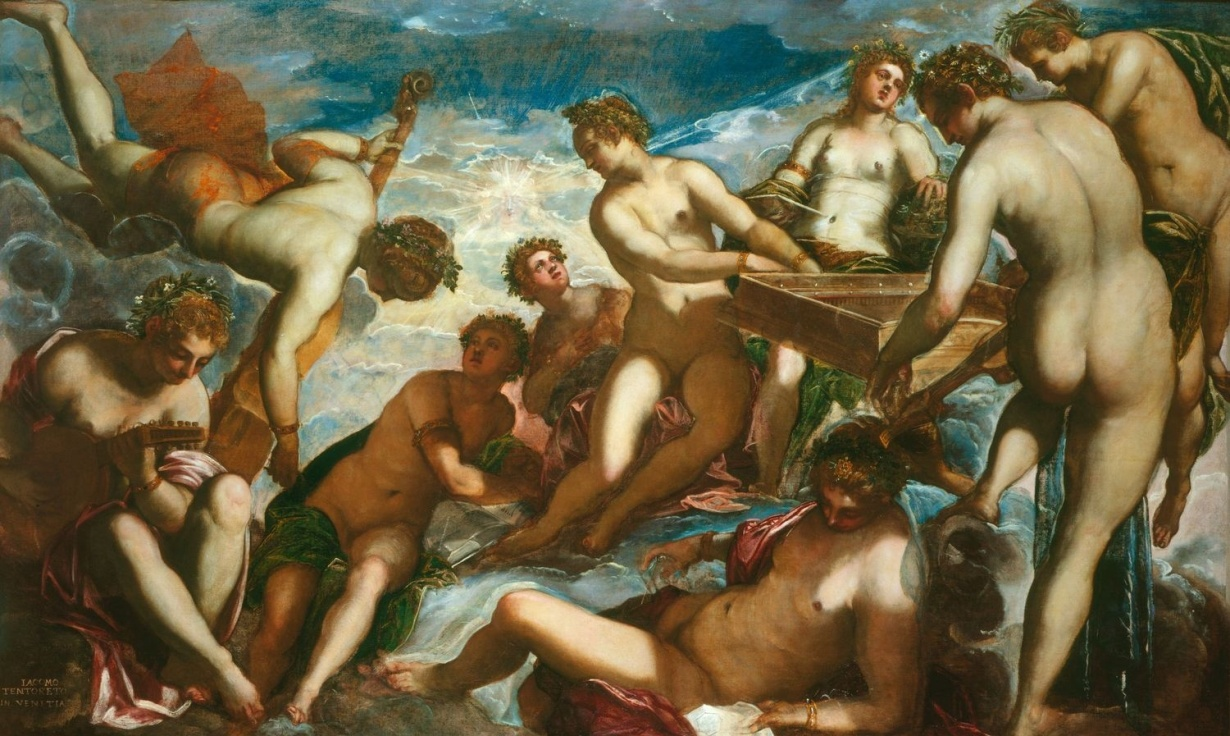
同じくティントレットの『ムーサ』。いずれもマントヴァのゴンザーガ家のコレクションに由来する。

王妃エステルはユダヤ人を救うためアハシュエロス王の前に進み出るが、恐怖のため気を失い、倒れこんでいる。侍女たちは背後からエステルの身体を支え、助け起こそうとしている。彼女たちの背後には王妃を心配する宮廷人たちが集まっており、アハシュエロス王もまた玉座から立ち上がり、王妃のもとに駆け寄ろうとしている。アハシュエロス王の背後には、おそらく宰相ハマンと思われる身体を捻じった背の高い人物と、ターバンを巻いた人物が立っている。またアハシュエロス王の足元には犬を連れた少年が描かれている。
絵画の各部分で仕上げの度合いが大きく異なることは、強烈な色彩と照明の劇的なコントラストとともに、ヴェネツィア絵画の特徴である。アハシュエロス王のローブのオレンジがかった黄色の顔料の雄黄は変色しており、本来ならアハシュエロス王の華麗な金のローブの『旧約聖書』の描写と一致するはずであった。
制作年代は主に様式上の見地から、ティントレットがまだ20代後半のキャリアの比較的初期にあたる、1546年から1547年ごろとされている。それは、現在ヴェネツィアのアカデミア美術館に所蔵されている彼の最初の大きな発注である『奴隷を解放する聖マルコ』（San Marco libera uno schiavo）の直前であった。

### エステルの失神
ティントレットは失神するエステルの姿を描いているが、この失神の要素を含むエピソードはギリシャ語訳の「エステル記補遺」あるいは「エステル記への付加」（Rest of Esther）のみに由来している。これらは第二正典であり、プロテスタント教会によって外典に追いやられたが、カトリック教会によって正典と見なされている。『ヘブライ語聖書』と『プロテスタント聖書』では「エステル記」に失神する記述はない。後者では『七十人訳聖書』で行われた追加は、「エステル記」の最後に置かれた「エステル記への付加」の部分に追いやられている。対抗宗教改革におけるカトリック教会の立場を明確化したトリエント公会議でこれらの正典の地位を確認する法令が可決されたのは、本作品が制作されたと考えられている時期と重なる1546年4月のことであった。そこでティントレットはトリエント公会議の結果を受けて、主題を選択したことが考えられる。

### 構図の変更
構図はかなりの変更が加えられているが、最初期の変更はティントレット自身が制作過程で加えたものである。現在の構図はおそらくティントレットの当初の構図を表しているが、ティントレットはその後、アハシュエロス王の背後に立つ2人の人物、おそらくハマンと思われる長いスカーフを巻いて身体を捻じった背の高い人物と、現在では非常に曖昧な輪郭のターバンを巻いた人物を放棄した。その代わりにティントレットは2人の人物の上に鎧を着た少年を描いた。この段階はエル・エスコリアル修道院の工房による複製や、ロイヤル・コレクションの絵画をもとに1712年に制作された版画に見ることができる。エル・エスコリアル修道院のバージョンはまた画面の両側と上下をにわずかに拡張し、画面右に2人の人物を追加し、画面左の犬を連れた少年の見切れていた脚全体を描いている。この段階で画面中央奥のかなり離れた場所にいる人物のグループが追加されたようである。彼らはハマンとその仲間であるらしく、上塗りされた人物と同様のスカーフとターバンを巻き、旗を持った兵士たちとともに立っている。
後代の修復により鎧を着た少年は除去されたが、おそらくターバンを巻いた人物はこのときに損傷を受けた。修復により露出された人物はおそらく満足のいくものではないと思われたため、この修復者かあるいは別の修復者が鎧を着た少年を再度追加した。ただし、新しい少年像は「明らかに品質が劣っていた」。この段階は古い時代に撮影された写真で見ることができる。1950年、修復家セバスチャン・イセップは鎧を着た新しい少年を除去することを提案した。この提案は賛同を得たため、少年像は除去され、さらに「ねじれた」人物と「ターバンを巻いた」人物像が再構築された。この解決策は1991年でも採用された。その結果、ハマンは同じ画面の異なる場所で繰り返し登場することになった。

## 来歴
絵画のもともとの所有者は不明だが、同じくティントレットの『ムーサ』（Le Muse）とともにマントヴァのゴンザーガ家のコレクションに属していたことが知られている。宗教的な主題にもかかわらず、おそらく世俗的な室内装飾のために制作された。本作品に関する最初の記録は1627年に作成された第3代マントヴァ公爵グリエルモ・ゴンザーガの目録であり、ドゥカーレ宮殿の通路に『ムーサ』と並んで展示されていたことが記録されている。その後、絵画はゴンザーガ家の大部分のコレクションとともに、イングランド国王チャールズ1世に購入され、1639年にセント・ジェームズ宮殿を飾る絵画として、チャールズ1世のコレクションを管理したアブラハム・ファン・デル・ドアト（Abraham van der Doort）によって記載された。清教徒革命でチャールズ1世が処刑されると、絵画は120ポンドと評価され、1650年6月に売却されたが、王政復古の時代に回収され、1666年にホワイトホールの目録に記載された。その後は18世紀のほとんどをケンジントン宮殿のキングス・ギャラリー（The King's Gallery）で展示されていたが、ハンプトン・コート宮殿の第一謁見室あるいは玉座の間に移され、1819年に出版されたウィリアム・ヘンリー・パインの『イギリス王室の邸宅の歴史』（History of the Royal Residences）のために制作された水彩画の1枚に描かれた。

## ギャラリー
関連作品

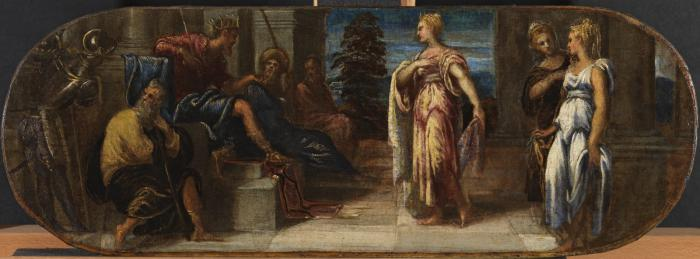
『アハシュエロス王とエステル、あるいはソロモン王とシバの女王』1545年ごろ コートールド・ギャラリー所蔵
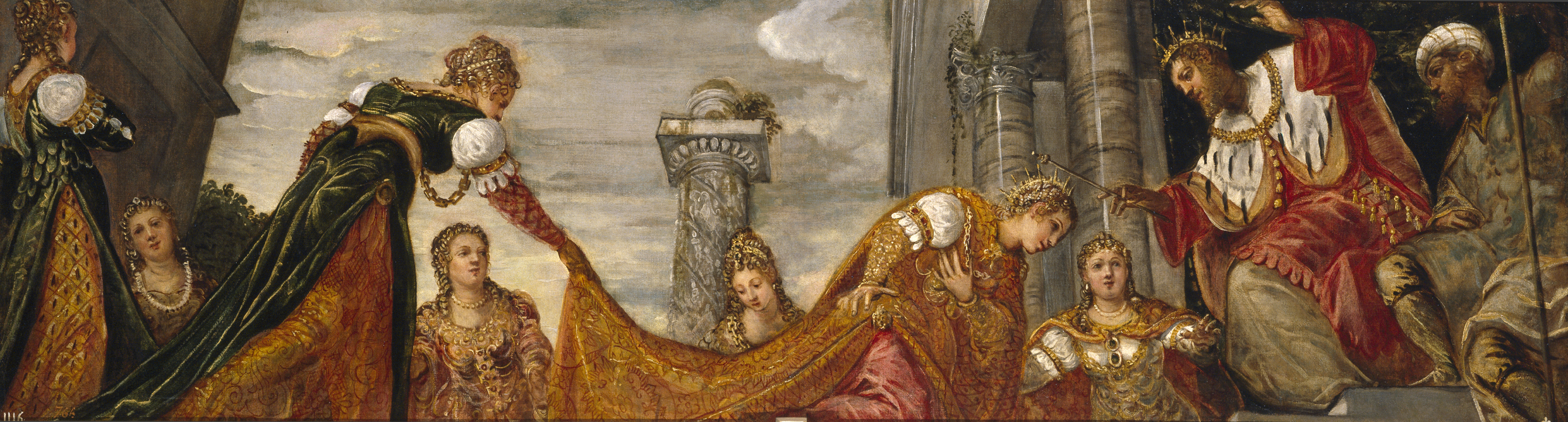
『アハシュエロス王の前のエステル』1552年-1555年ごろ プラド美術館所蔵
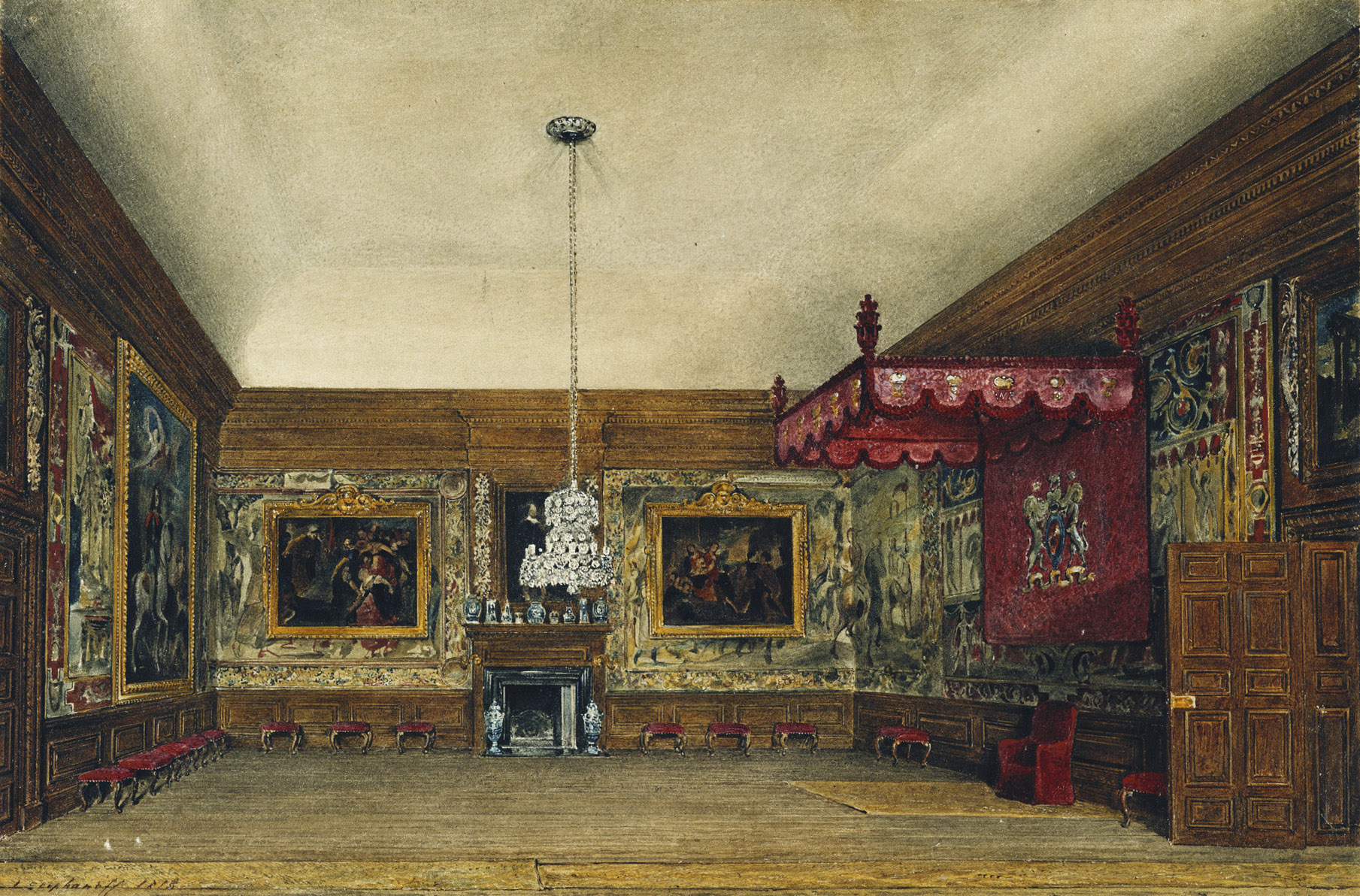
ジェームズ・ステファノフ（James Stephanoff）『ハンプトン・コート宮殿の玉座の間』1819年 ロイヤル・コレクション所蔵